# Альберто Міноя
Альберто Міноя (італ. Alberto Minoia, нар. 6 травня 1960, Варедо) — італійський футболіст, що грав на позиції захисника, зокрема за «Мілан», у складі якого чемпіон Італії і володар Кубка Мітропи. 

## Ігрова кар'єра
Народився 6 травня 1960 року у Варедо. Вихованець юнацьких команд «Мілана». У дорослому футболі дебютував 1978 року виступами за його головну команду, у складі якої в сезоні 1978/79 виборов титул чемпіона Італії. Загалом  провів за рідний клуб чотири сезони, взявши участь у 40 матчах чемпіонату.
Згодом з 1982 по 1989 рік грав у складі команд «Самбенедеттезе», «Ареццо» та «Таранто».
Завершив ігрову кар'єру у команді «Монтеваркі», за яку виступав протягом 1989—1991 років.

## Титули і досягнення
- Чемпіон Італії (1):

«Мілан»: 1978-1979
- Володар Кубка Мітропи (1):

«Мілан»: 1981-1982